# Vaux (Haute-Garonne)
Vaux (auch: Le Vaux, okzitanisch Le Bauç) ist eine französische Gemeinde mit 308 Einwohnern (Stand: 1. Januar 2022) im Département Haute-Garonne in der Region Okzitanien (vor 2016 Midi-Pyrénées). Die Gemeinde gehört zum Arrondissement Toulouse und ist Mitglied im Gemeindeverband Communauté de communes Aux sources du Canal du Midi. Die Bewohner werden Vallois und Valloises oder Vauyens und Vauyennes genannt.

## Geografie

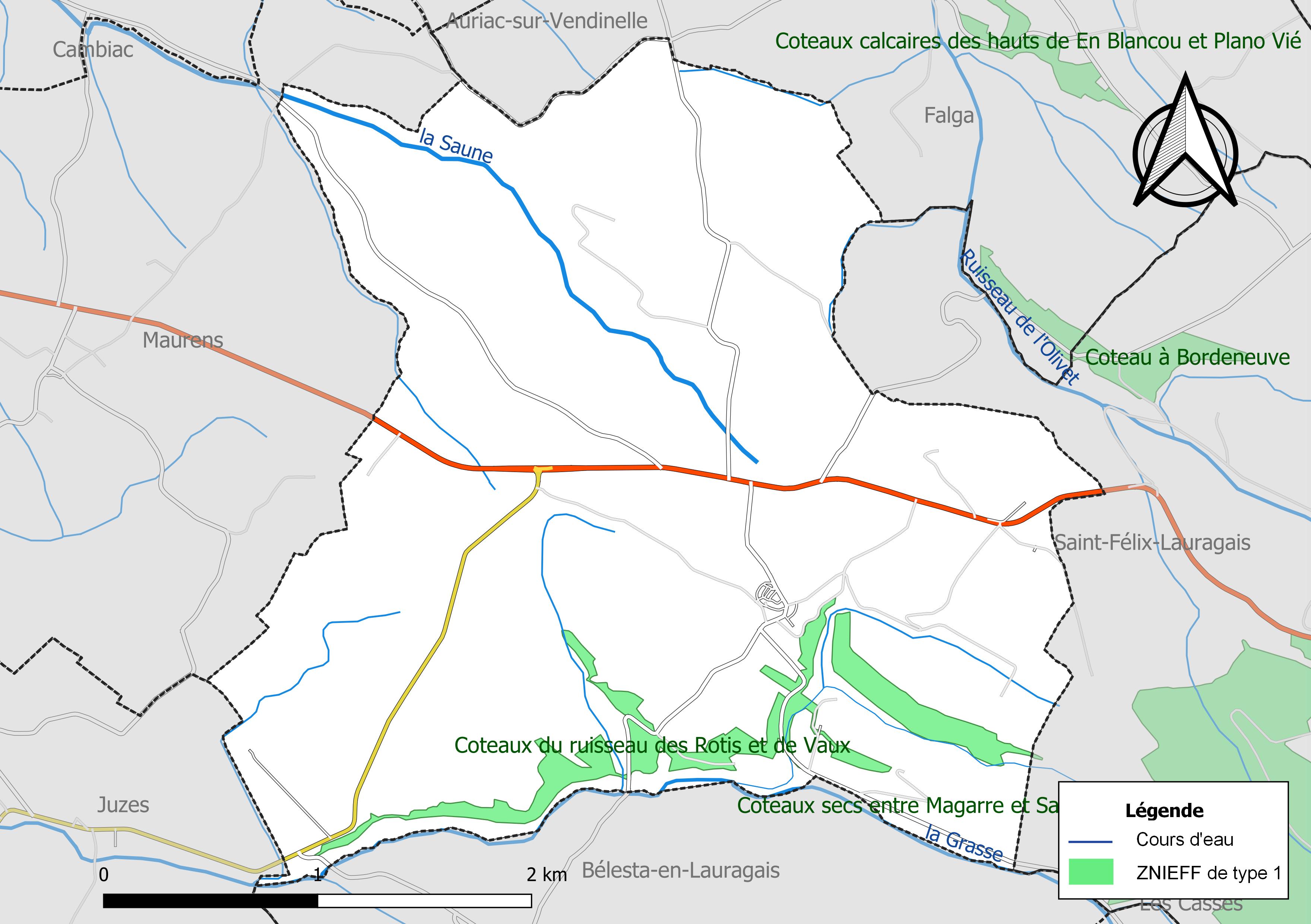
ZNIEFF-Naturzone und Hydrografie der Gemeinde

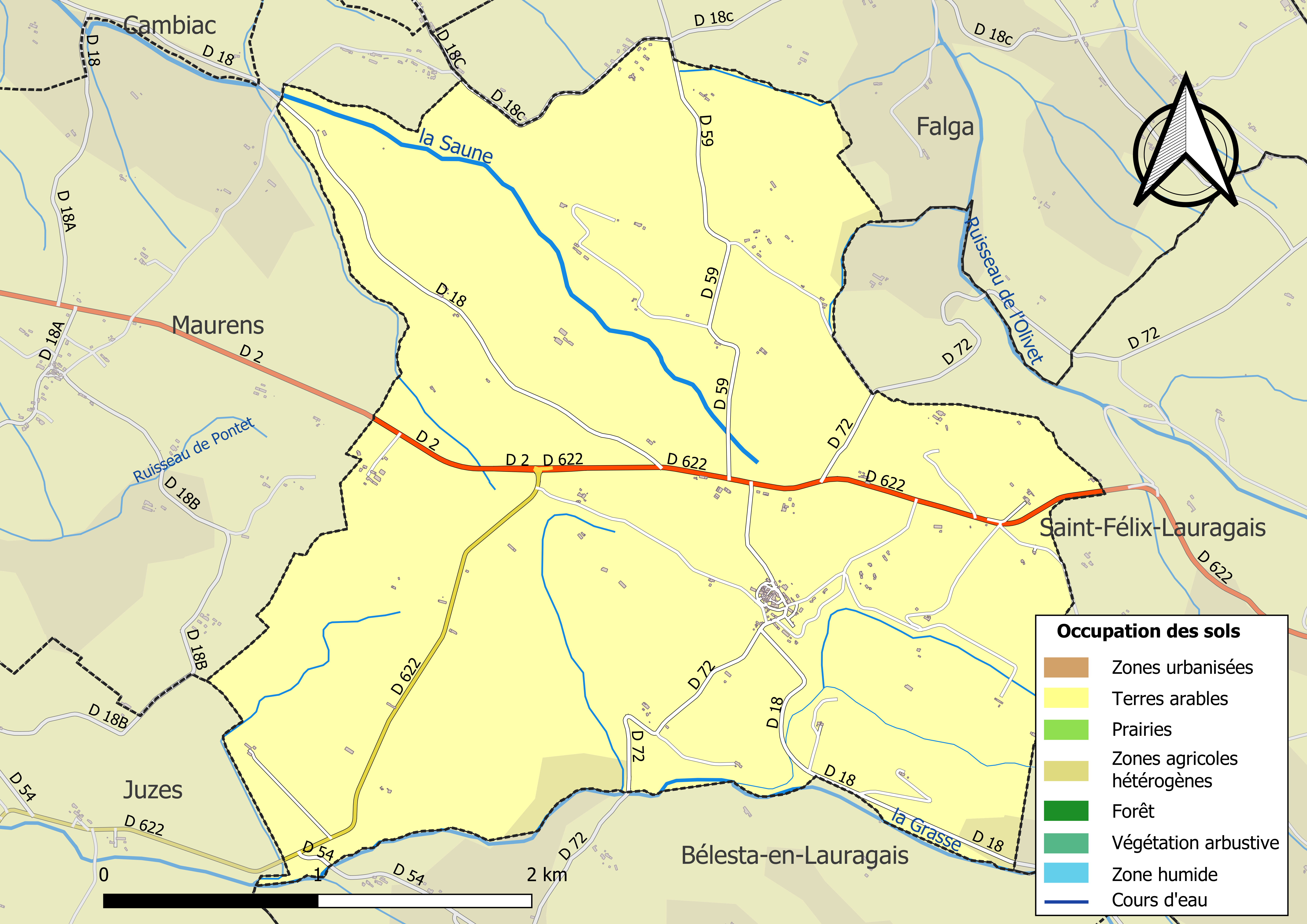
Bodennutzung, Hydrografie und Infrastruktur der Gemeinde (2018)

Vaux befindet sich in der historischen Landschaft des Lauragais am östlichen Rand des Départements, etwa 50 Kilometer nordwestlich von Carcassonne und etwa 36 Kilometer südöstlich von Toulouse. Die Gemeinde liegt im Einzugsgebiet der Garonne und wird von der Saune, von der Grasse sowie von verschiedenen kleineren Bächen entwässert. Die Saune entspringt zentral im Gemeindegebiet und verlässt es in nordwestlicher Richtung. Die Grasse begrenzt es im Süden.
Das Gebiet von Vaux birgt den größten Teil der 44 Hektar großen ZNIEFF-Naturzone „Coteaux du ruisseau des Rotis et de Vaux“ (730030453). Nahezu die gesamte Fläche der Gemeinde wird landwirtschaftlich genutzt.
Umgeben wird Vaux von den Nachbargemeinden Falga im Norden und Nordosten, Saint-Félix-Lauragais im Osten, Bélesta-en-Lauragais im Süden, Juzes im Südwesten sowie Maurens im Westen und Nordwesten.

## Bevölkerungsentwicklung
| Jahr                      | 1962 | 1968 | 1975 | 1982 | 1990 | 1999 | 2006 | 2013 | 2020 |
| Einwohner                 | 241  | 208  | 209  | 210  | 185  | 223  | 252  | 269  | 308  |
| Quelle: Cassini und INSEE |      |      |      |      |      |      |      |      |      |

## Sehenswürdigkeiten
- Pfarrkirche Saint-Blaise mit einem für den Landstrich typischen Glockenturm
- Herrenhaus von Vaux aus dem 17. Jahrhundert, seit 1944 als Monument historique eingeschrieben
- Reste von Windmühlen

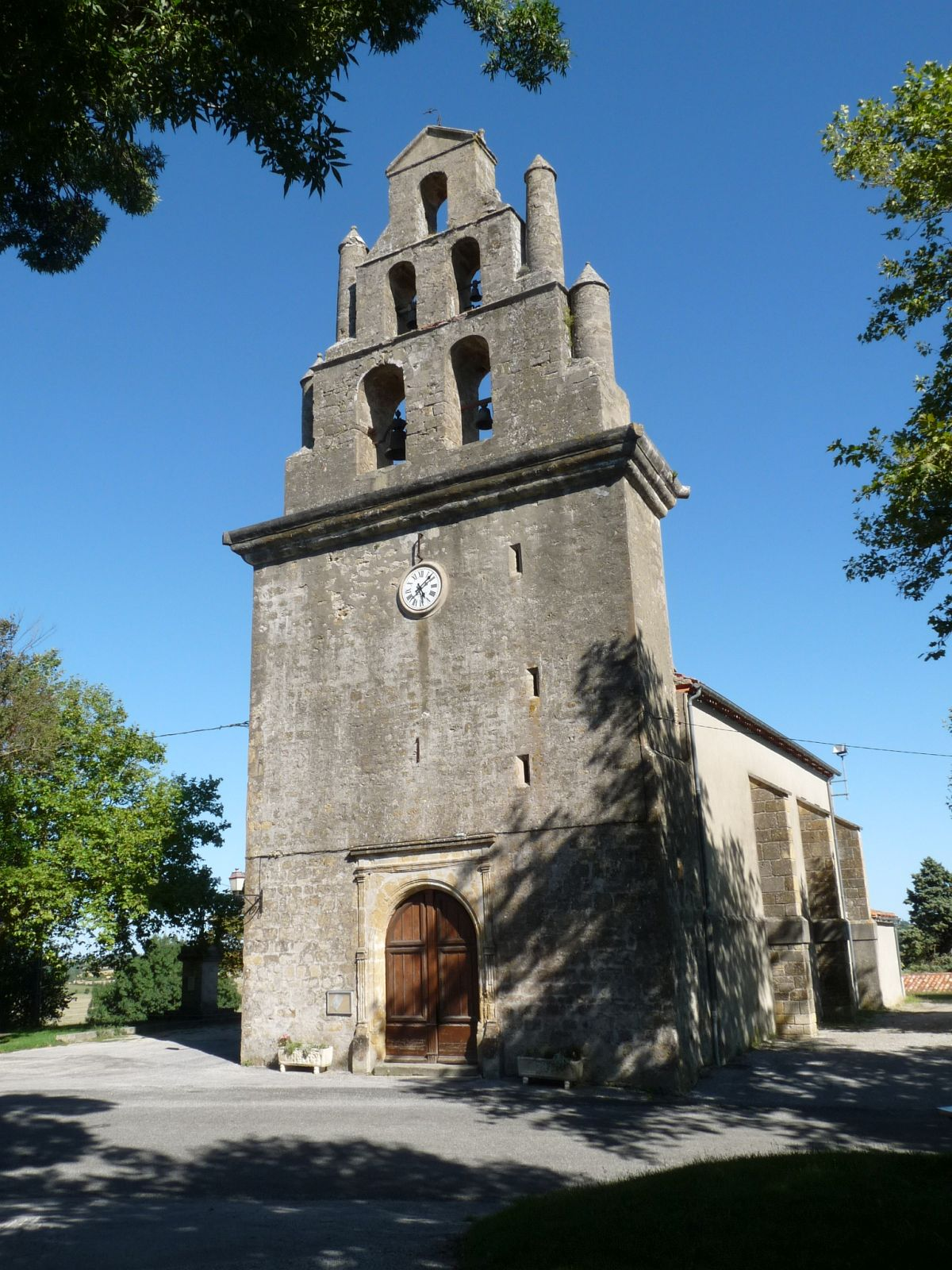
Kirche Saint-Blaise
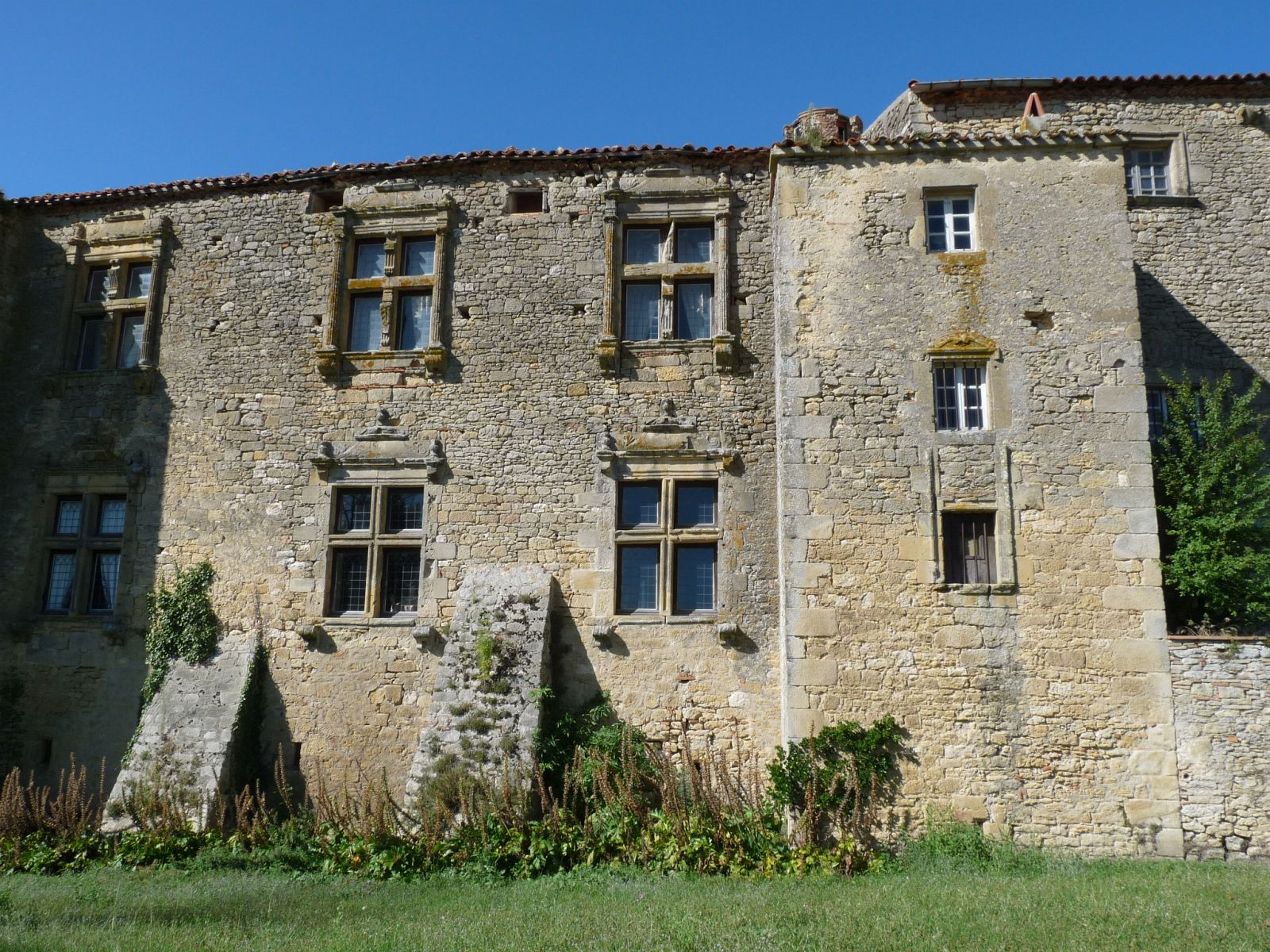
Herrenhaus
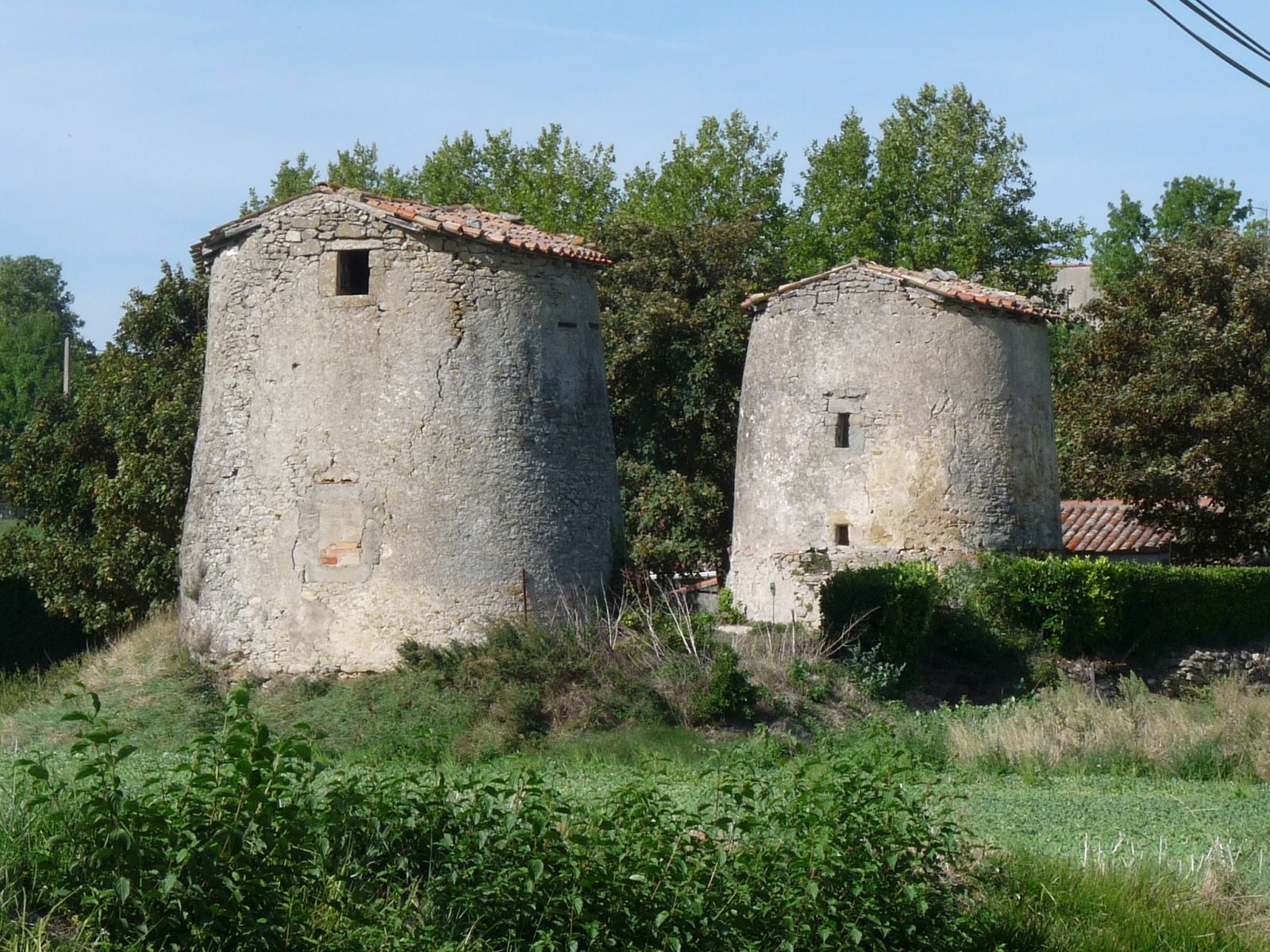
Reste von Windmühlen

## Verkehr
Die Departementsstraße 2 von Toulouse kommend durchquert die Gemeinde von West nach Ost und verbindet sie mit Maurens im Westen und mit Revel über Saint-Félix-Lauragais im Osten. Eine Buslinie der regionalen Transportgesellschaft liO verbindet Vaux mit Toulouse und Revel.